# Çolaklı, Manavgat
Çolaklı là một thị trấn thuộc huyện Manavgat, tỉnh Antalya, Thổ Nhĩ Kỳ. Dân số thời điểm năm 2011 là 5.774 người.